# Nick Barua
Nick Barua, född den 13 mars 1980 i London, Storbritannien, är en brittisk företagsledare, entreprenör och fysiker bosatt i Japan.

## Biografi
Nick växte upp på internatskolor i England. Sedan flyttade han till USA och tog sin kandidatexamen i fysik från Yale University och en masterexamen från California Institute of Technology innan han började på Lyndon B. Johnson Space Center som fysiker. Barua bor nu i Japan och driver ett par företag, inklusive Swift Xi och AN Inc..

## Utmärkelser
- Automation Innovation Leader of the Year 2023 (Japan)[3].